# John Sebastian

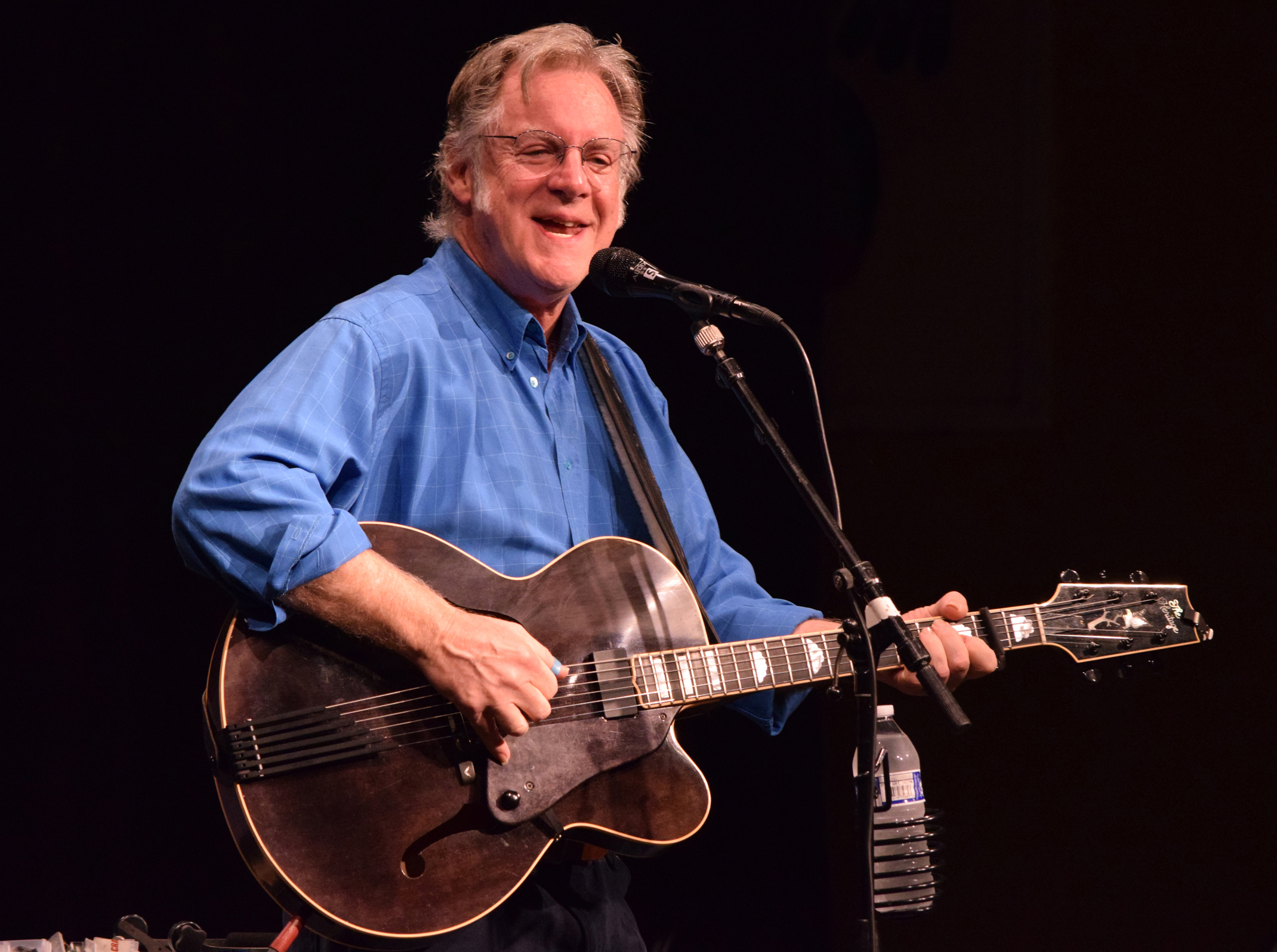
John Sebastian (2015)

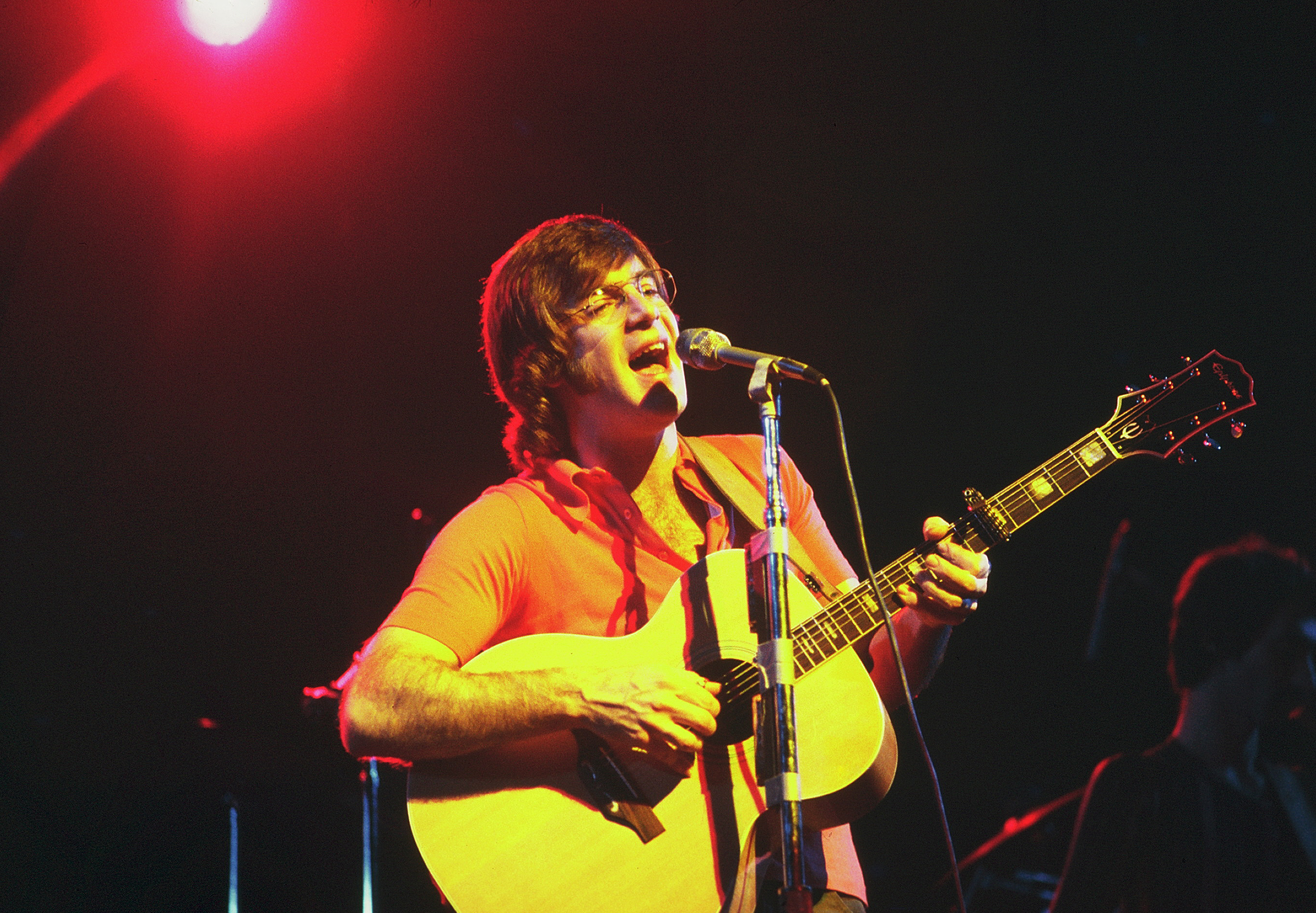
John Sebastian (1974)

John B. Sebastian (* 17. März 1944 in Greenwich Village, New York) ist ein US-amerikanischer Rockmusiker und Songschreiber. Er ist Gründer der Rockband The Lovin’ Spoonful.

## Leben und Werk
Sebastian wuchs in einem musikalischen Umfeld auf und begegnete während seiner Kindheit und Jugend bekannten Musikern wie Burl Ives, Woody Guthrie, Leadbelly, Mississippi John Hurt und Lightnin’ Hopkins. Er spielte in den Bands Even Dozen Jug Band und den Mugwumps; aus letzterer entstanden The Lovin’ Spoonful und The Mamas and the Papas. Mit The Doors nahm er 1969 den Song Roadhouse Blues auf.
1969 trat Sebastian beim Woodstock-Festival auf, obwohl er nicht eingeladen war. Er war von Wavy Gravy hinter der Bühne entdeckt worden. Sebastian trug wilde Bindebatik-Kleidung und stand der Legende nach dermaßen unter Drogeneinfluss, dass er nicht in der Lage war, die Aufforderung abzulehnen. Zu Beginn seines Vortrags wies er das Publikum an, „einfach jeden um sich herum zu lieben und auf dem Heimweg etwas Müll mitzunehmen“. Sein kurzer Auftritt mit einer Art Rap, der infolge seines psychedelischen Zustands beinahe einer Parodie einer Hippie-Unterhaltung gleichkam, wurde von der Menge begeistert aufgenommen.
Weitere Auftritte wie im Jahr 1970 beim Atlanta International Pop Festival oder auf dem dritten und größten Isle of Wight Festival folgten. 1976 hatte Sebastian in den USA einen Nummer-eins-Hit mit dem Titelsong zu der Fernsehserie Welcome Back, Kotter. In den frühen 1990er-Jahren nahm er mit Musikern von NRBQ eine Platte auf mit dem Titel Tar Beach. In jener Zeit moderierte er auch eine Oldie-Sendung für den amerikanischen Fernsehsender NBC.

## Sonstiges
John Sebastian hatte in einer Folge der Serie Eine schrecklich nette Familie einen Gastauftritt als er selbst; dabei traf er auf weitere Altstars wie Robby Krieger von den Doors, Woodstock-Bestreiter Richie Havens, Peter Noone von Herman’s Hermits, Mark Lindsay von Paul Revere & the Raiders und Spencer Davis.
Auch in dem Film What's Up Tiger Lily? aus dem Jahr 1966 von Woody Allen ist Sebastian mit seinen Bandkollegen zu sehen. Videosequenzen von The Lovin' Spoonful, die auch für den Soundtrack des Films verantwortlich zeichneten, wurden ohne Einwilligung des Regisseurs nach Fertigstellung des Films in diesen eingefügt.

## Diskografie

### Alben
| Jahr | Titel                                                       | Höchstplatzierung, Gesamtwochen, AuszeichnungChartsChartplatzierungen (Jahr, Titel, Platzierungen, Wochen, Auszeichnungen, Anmerkungen) | Anmerkungen |
| Jahr | Titel                                                       | US | Anmerkungen |
| ---- | ----------------------------------------------------------- | --- | ----------- |
| 1970 | John B. Sebastian                                           | US20 (31 Wo.)US |             |
| 1970 | John Sebastian Live                                         | US129 (3 Wo.)US |             |
| 1971 | Cheapo-Cheapo Productions Presents Real Live John Sebastian | US75 (13 Wo.)US |             |
| 1971 | The Four Of Us                                              | US93 (9 Wo.)US |             |
| 1976 | Welcome Back                                                | US79 (10 Wo.)US |             |

### Singles
| Jahr | Titel Album                    | Höchstplatzierung, Gesamtwochen, AuszeichnungChartsChartplatzierungen (Jahr, Titel, Album, Platzierungen, Wochen, Auszeichnungen, Anmerkungen) | Anmerkungen |
| Jahr | Titel Album                    | US | Anmerkungen |
| ---- | ------------------------------ | --- | ----------- |
| 1969 | She’s A Lady John B. Sebastian | US84 (4 Wo.)US |             |
| 1976 | Welcome Back                   | US1 Gold · (14 Wo.)US |             |
| 1976 | Hideaway Welcome Back          | US95 (2 Wo.)US |             |